# Tvrtko Kale
Tvrtko Kale, später Kale Dreshler (* 5. Juni 1974 in Samobor, SFR Jugoslawien), ist ein ehemaliger kroatischer Fußballtorwart.

## Spielerlaufbahn
Tvrtko Kale begann seine Profikarriere bei dem Zagreber Fußballverein NK Lokomotiva Zagreb, bevor er in der Saison 1994/95 zum kroatischen Fußballverein NK Hrvatski Dragovoljac wechselte. In der Saison 1995/96 wechselte Kale zu NK Čakovec und spielte ab 1996/98 bei Inter Zaprešić. HNK Rijeka verpflichtete ihn in der Saison 1998/99. Ab der Spielzeit 2001 stand Kale als Torhüter erneut bei NK Hrvatski Dragovoljac unter Vertrag und spielte bis 2003 beim Verein. 2003/04 wurde er durch NK Zadar verpflichtet um danach für den kroatischen Traditionsverein Hajduk Split in der Spielzeit 2004/05 aufzulaufen. Sein erster Wechsel ins Ausland erfolgte im Jahre 2006 zu Neuchâtel Xamax. In der Spielzeit 2006/07 wurde Kale durch Maccabi Tel Aviv verpflichtet. Seit 2007 spielte Tvrtko Kale für Beitar Jerusalem und anschließend für Hapoel Beerscheba, für die der Torhüter im April 2010 ein Kopfballtor (zum 3:2-Sieg gegen Hapoel Akko) erzielte. 2016 beendete er seine aktive Karriere.

## Leben nach der aktiven Karriere
Nach dem Ende seiner aktiven Fußballkarriere ließ sich Tvrtko Kale, der später den Namen Kale Dreshler annahm, in Israel nieder. Dort arbeitet er als Torwarttrainer für Nachwuchsspieler der israelischen Nationalmannschaft und engagiert sich im Bereich Bodybuilding. Trotz der Spannungen in der Region, wie etwa dem Israel-Hamas-Konflikt im Jahr 2023, lebt Kale bis heute in Israel.